# نادي كينغز لين
نادي كينغز لين هو نادي كرة قدم بريطاني أٌسس عام 1879.